# 段思英
段 思英（だん しえい）は、大理国の第2代王。
944年に即位し、翌年に文経と改元した。その退位に諸説あり、一説には段思良との王位継承を巡る争いにより廃帝され出家、宏修大師となったというものと、酒色に溺れ政務を省みなかったため群臣により廃帝となったためとも考えられている。